# Canaan (Vermont)
Canaan es un pueblo ubicado en el condado de Essex en el estado estadounidense de Vermont. En el año 2010 tenía una población de 972 habitantes y una densidad poblacional de 11,25 personas por km².

## Geografía
Canaan se encuentra ubicado en las coordenadas 44°59′18″N 71°33′25″O / 44.98833, -71.55694.

## Demografía
Según la Oficina del Censo en 2000 los ingresos medios por hogar en la localidad eran de $32,574 y los ingresos medios por familia eran $36,705. Los hombres tenían unos ingresos medios de $28,913 frente a los $21,544 para las mujeres. La renta per cápita para la localidad era de $14,131. Alrededor del 14.3% de la población estaba por debajo del umbral de pobreza.